# جو لوئیس (بازیکن فوتبال)
جو لوئیس (انگلیسی: Joe Lewis؛ زادهٔ ۶ اکتبر ۱۹۸۷) یک بازیکن فوتبال اهل بریتانیا است.